# All Out (2021)
O All Out (2021) foi um evento de wrestling profissional produzido pela All Elite Wrestling (AEW) e transmitido em formato pay-per-view (PPV). Aconteceu durante o fim de semana do Dia do Trabalho em 5 de setembro de 2021, na Now Arena no subúrbio de Chicago em Hoffman Estates, Illinois. Foi o primeiro evento da cronologia All Out a ser realizado em um domingo. Foi também o primeiro pay-per-view da AEW realizado fora do Daily's Place em Jacksonville, Flórida, desde o início da pandemia de COVID-19 em março de 2020. O evento foi ao ar por provedores de PPV tradicionais, bem como o B/R Live na América do Norte e FITE TV internacionalmente. Esse foi o terceiro evento da cronologia do All Out.
Dez lutas foram disputadas no evento, incluindo uma no pré-show The Buy In. No evento principal, Kenny Omega derrotou Christian Cage para reter o AEW World Championship. Em outras lutas importantes, CM Punk derrotou Darby Allin (que também foi a luta de estreia de Punk na AEW e a primeira luta de wrestling profissional de Punk em sete anos); Chris Jericho derrotou MJF em uma luta em que sua carreira estava em jogo; Lucha Brothers (Penta El Zero Miedo e Rey Fénix) derrotaram The Young Bucks (Matt Jackson e Nick Jackson) em uma luta steel cage para vencerem o AEW World Tag Team Championship; a Dr. Britt Baker, DMD derrotou Kris Statlander para reter o AEW Women's World Championship; e Miro derrotou Eddie Kingston para reter o AEW TNT Championship na luta de abertura. O evento também viu as estreias na AEW de Minoru Suzuki, Adam Cole, Ruby Soho (que venceu a Casino Battle Royale feminina) e Bryan Danielson.
Os ingressos para o All Out esgotaram em um dia e o evento contou com a presença de mais de 10.000 pessoas. Ele também recebeu mais de 200.000 compras de pay-per-view, tornando-se o evento PPV de wrestling profissional não-WWE mais comprado desde 1999. O All Out recebeu aclamação da crítica, principalmente no que diz respeito à luta steel cage e às estreias surpresas, e também foi altamente avaliado pelos fãs.

## Produção

### Conceito
O All Out é um pay-per-view (PPV) realizado anualmente durante o fim de semana do Dia do Trabalho pela All Elite Wrestling (AEW) desde 2019. É um dos "Big Four" PPVs da AEW, que também inclui Double or Nothing, Full Gear e Revolution, seus quatro maiores shows produzidos trimestralmente. Anunciado em 31 de maio de 2021, o terceiro evento All Out estava programado para ser realizado em 5 de setembro no subúrbio de Chicago em Hoffman Estates, Illinois, retornando o evento para a Now Arena (antiga Sears Center Arena), que é onde o All Out inaugural foi realizado. Foi o primTeiro PPV da AEW realizado fora do Daily's Place e do adjacente TIAA Bank Field em Jacksonville, Flórida, desde o início da pandemia de COVID-19 em março de 2020, após a retomada da turnê ao vivo da AEW em julho de 2021. A pré-venda de ingressos estava disponível em 8 de julho antes de serem colocados à venda em 9 de julho para o público em geral e esgotaram rapidamente.
Após o episódio de 3 de setembro do Rampage, a TNT exibiu um especial de televisão de meia hora chamado Countdown to All Out, que teve uma média de 361.000 espectadores. "Champion Sound" de Cypress Hill foi a música tema oficial do evento.

### Rivalidades
O All Out apresentou lutas profissionais de wrestling que envolveram lutadores diferentes de rivalidades e histórias pré-existentes com roteiro. Os lutadores retratavam heróis, vilões ou personagens menos distinguíveis em eventos roteirizados que criavam tensão e culminavam em uma luta ou série de lutas. As storylines foram produzidas nos programas semanais da AEW Dynamite, Rampage, Dark e Elevation e a série do YouTube dos The Young Bucks, Being The Elite.
Kenny Omega detém o AEW World Championship desde 2 de dezembro de 2020, quando conquistou o título de Jon Moxley no Winter Is Coming. Em março de 2021, quando Christian Cage estava prestes a fazer sua primeira aparição no Dynamite, Omega e seu empresário Don Callis interromperam o segmento, levando a um confronto entre Omega e Christian. Depois de Christian acumular oito vitórias, ele foi colocado em agosto de 2021 como o candidato número um ao AEW World Championship, A luta foi posteriormente agendada para o All Out. Antes do evento, Christian derrotou Omega para vencer o Impact World Championship no episódio de estreia do Rampage em 13 de agosto, que foi a primeira derrota individual de Omega desde o evento Full Gear de 2019.

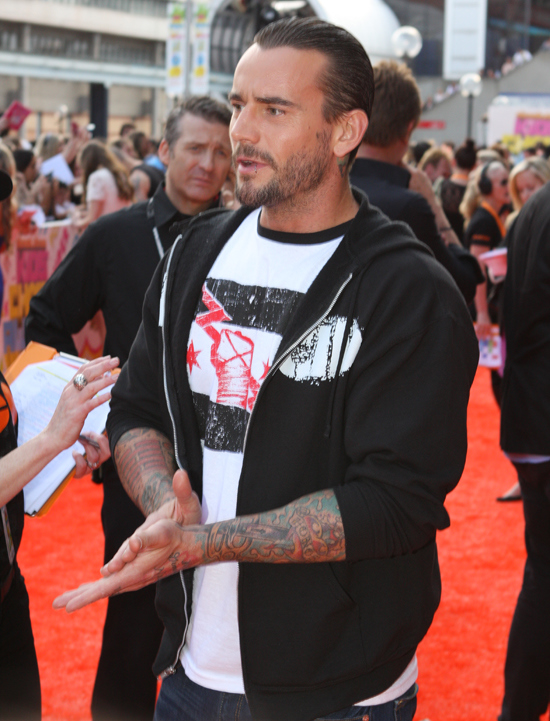
CM Punk lutou sua primeira luta na AEW no All Out, que também foi sua primeira luta profissional desde 2014.

A partir de julho de 2021, começaram a circular rumores de que o ex-lutador da WWE CM Punk, que estava afastado do wrestling profissional desde 2014, havia assinado com a AEW. No Fight for the Fallen em 28 de julho, Darby Allin anunciou que queria enfrentar o "melhor do mundo", alcunha que Punk havia usado durante seu tempo na WWE. No The First Dance em 20 de agosto, Punk fez sua tão esperada estreia pela AEW e desafiou Allin para uma luta no All Out.
Em setembro de 2020, Maxwell Jacob Friedman (MJF) iniciou uma história com Chris Jericho sobre se MJF poderia se juntar à facção de Jericho, The Inner Circle. No evento Full Gear em 7 de novembro de 2020, MJF derrotou Jericho, portanto, de acordo com a estipulação da luta, ele se juntou à facção de Jericho. Em 10 de março de 2021 no Dynamite, quando Jericho estava prestes a expulsar MJF da facção por conspirar contra ele, MJF revelou que havia secretamente construído sua própria facção: The Pinnacle, que atacou e expôs o The Inner Circle. No Blood and Guts em 5 de maio, The Pinnacle derrotou The Inner Circle em uma luta Blood and Guts quando MJF ameaçou jogar Jericho do topo da jaula de aço, levando o The Inner Circle a se render. Apesar disso, MJF jogou Jericho de cima da jaula. Quando Jericho perseguiu uma luta contra MJF, o último em julho lançou a Jericho um desafio em que MJF escolheria os tipos de lutas e oponentes de Jericho em uma série de cinco lutas, mas Jericho não poderia perder nenhuma luta se quisesse enfrentar MJF na quinta luta. Na série de lutas que foi batizada de "Labors of Jericho", Jericho derrotou Shawn Spears, Nick Gage, Juventud Guerrera e Wardlow, mas perdeu a luta final contra MJF no Dynamite de 18 de agosto, onde "Judas" foi banido, incluindo seu movimento característico, o Judas Effect, que MJF usou em Jericho. Na semana seguinte, Jericho desafiou MJF para outra luta no All Out, estipulando que se Jericho perdesse, ele nunca lutaria outra luta na AEW; e MJF aceitou.
No evento inaugural do All Out em 2019, os Lucha Brothers (Penta El Zero Miedo e Rey Fénix) derrotaram os The Young Bucks (Matt Jackson e Nick Jackson) em uma luta Escalera de la Muerte. Em 7 de novembro de 2020 no Full Gear, os Young Bucks conquistaram o AEW World Tag Team Championship dos FTR (Dax Harwood e Cash Wheeler). Depois que os The Young Bucks conduziram várias defesas de título com sucesso devido à interferência ilegal de sua facção, The Elite, foi anunciado no episódio de 18 de agosto de 2021 do Dynamite .que os Young Bucks defenderia o título em uma Steel Cage no All Out para evitar qualquer interferência externa, e seus adversários seriam determinados por um torneio eliminatório composto por quatro duplas. Na semana seguinte, os Lucha Brothers derrotaram os Varsity Blonds (Brian Pillman Jr. e Griff Garrison) para avançar para as finais do torneio, que ocorreu no episódio de 27 de agosto do Rampage, onde os Lucha Brothers derrotaram o Jurassic Express (Jungle Boy e Luchasaurus) para se qualificar para a luta pelo título.
Em 30 de maio, a Dr. Britt Baker, DMD derrotou Hikaru Shida no Double or Nothing para vencer o AEW Women's World Championship. Enquanto isso, Kris Statlander voltou à televisão em março de 2021, após ficar afastada com uma lesão no ligamento cruzado anterior desde junho de 2020. Statlander teve uma seqüência de vitórias e acabou se tornando a desafiante número um na divisão feminina; devido a isso, a AEW anunciou em 25 de agosto que Statlander desafiaria Baker pelo título no All Out.
Miro derrotou Darby Allin pelo AEW TNT Championship no episódio de 12 de maio do Dynamite. No episódio de 25 de agosto do Dynamite, Miro, como "O Redentor", desafiou Eddie Kingston por ser um "pecador". No episódio de 27 de agosto do Rampage, após Miro atacar e desmascarar Fuego Del Sol, Kingston atacou Miro. Uma luta pelo TNT Championship entre os dois foi agendada para o All Out.
Em fevereiro de 2021, foi relatado que a AEW estabeleceu uma relação de trabalho com a New Japan Pro-Wrestling (NJPW). No episódio de 25 de agosto do Dynamite, Jon Moxley disse que havia enviado um desafio aberto aos lutadores japoneses, mas apenas o lutador da NJPW Satoshi Kojima havia aceitado, portanto ele e Kojima lutariam no All Out.
No episódio de 11 de agosto do Dynamite, quando QT Marshall e seus aliados atacaram o filho do comentarista Tony Schiavone, o colega comentarista Paul Wight veio em auxílio dos Schiavones. Na semana seguinte, Wight anunciou que enfrentaria Marshall no All Out, marcando sua primeira luta na AEW após ter assinado com a empresa como comentarista em fevereiro.
Em 2 de setembro, uma luta de quintetos colocando Best Friends (Orange Cassidy, Chuck Taylor e Wheeler Yuta) e Jurassic Express (Jungle Boy e Luchasaurus) contra o Hardy Family Office (Matt Hardy, Private Party (Isiah Kassidy e Marq Quen), e The Hybrid 2 (Angélico e Jack Evans)) foi anunciado para o pré-show The Buy-In.

### Luta cancelada
No episódio de 11 de agosto do Dynamite, foi marcada uma luta entre Andrade El Idolo e Pac para o All Out. Em 1º de setembro, foi anunciado que a luta aconteceria em um episódio futuro do Rampage devido a Pac ter problemas de viagem relacionados à pandemia de COVID-19 na Inglaterra.

## Evento

### The Buy In
No pré-show 'Buy-In', os Best Friends (Chuck Taylor, Orange Cassidy e Wheeler Yuta) e Jurassic Express (Jungle Boy e Luchasaurus) enfrentaram o Hardy Family Office (Matt Hardy, Isiah Kassidy, Marq Quen, Angélico e Jack Evans). Luchasaurus executou o "Tail Whip" em Angélico, após o qual Jungle Boy prendeu Angélico no "Snare Trap" para a vitória por submissão. Após a luta, The Butcher fez seu retorno à AEW atacando Cassidy e ingressando no Hardy Family Office. Jurassic Express, Varsity Blonds, Dante Martin e alguns membros da Dark Order salvaram Cassidy de ter seu cabelo cortado pelo Hardy Family Office.
Na luta de abertura do pay-per-view, Miro defendeu o AEW TNT Championship contra Eddie Kingston. Quando Miro executou um german suplex em Kingston, o último puxou um protetor do turnbuckle. Kingston acertou um DDT, mas o árbitro foi temporariamente distraído pelo turnbuckle, levando Miro a sair da tentativa de imobilização. O árbitro impediu Kingston de jogar Miro no turnbuckle exposto. Com a visão do árbitro encoberta, Miro acertou um golpe baixo em Kingston. Miro seguiu com um roundhouse kick e um "Machka Kick", imobilizando Kingston e mantendo o título.
Em seguida, Jon Moxley enfrentou Satoshi Kojima da NJPW. Moxley evitou o lariat de Kojima e realizou duas vezes o "Paradigm Shift" para a vitória. Após a luta, Moxley foi confrontado pelo lutador da NJPW Minoru Suzuki fez a sua estreia AEW. Eles trocaram golpes antes que Suzuki finalmente acertasse um "Gotch-style Piledriver" para derrubar Moxley.
A terceira luta viu Britt Baker (acompanhada por Jamie Hayter e Rebel) defendendo o AEW Women's World Championship contra Kris Statlander (acompanhada por Orange Cassidy). Baker evitou o respingo da "Area 451 Splash" de Statlander e escapou da submissão "Spider Crab". Statlander escapou de duas tentativas de contagem, uma depois que Baker acertou um "Pittsburgh Sunrise" e outra depois que Baker acertou um curb stomp.  Baker aplicou o "Lockjaw" para a vitória por submissão mantendo o título com sucesso.

Em entrevista, Andrade El Idolo falou sobre sua futura luta contra o PAC.
Em seguida foi a luta Steel Cage onde os Young Bucks (Matt Jackson e Nick Jackson) defenderam o AEW World Tag Team Championship contra os Lucha Brothers (Penta El Zero Miedo e Rey Fénix). A primeira equipe foi acompanhada por Brandon Cutler e Don Callis que se juntou aos comentários, enquanto a última equipe foi acompanhada por Alex Abrahantes e teve o rapper Muelas de Gallo apresentando seu tema de entrada ao vivo. Os Young Bucks realizaram o "More Bang for Your Buck" em Fénix, mas Penta quebrou a imobilização.  Os Young Bucks usaram um sapato coberto de tachinhas passadas a eles por Cutler, e então acertaram um "BTE Trigger" em Penta, mas Fénix quebrou a imobilização. Fénix usou o sapato de tachinha e acertou um "Black Fire Driver" em Matt, mas Matt conseguiu o kick out. Fénix, Penta e Nick estavam ensanguentados. Os Lucha Brothers aplicaram um diving stomp em um "Fear Factor" piledriver em Nick, mas Matt quebrou a imobilização. Fénix saltou do topo da gaiola com um crossbody em cima dos outros três.  Finalmente, os Lucha Brothers realizaram um "LB Driver" em Nick. Penta imobilizou Nick, com Fénix restringindo Matt. Como resultado, os Lucha Brothers venceram a luta e os títulos.
A próxima luta foi o Casino Battle Royale feminina para determinar a próxima candidata ao AEW Women's World Championship. A participante final foi Ruby Soho, fazendo sua estreia não anunciada na AEW. As últimas três mulheres restantes na luta foram Soho, Thunder Rosa e Nyla Rose; Rosa chutou Rose para fora do apron do ringue para eliminá-la. No apron, Soho acertou um enzuigiri kick para eliminar Rosa e vencer a luta.
A sexta luta viu Chris Jericho enfrentando MJF, onde a carreira de Jericho na AEW estava em jogo. O guitarrista da Fozzy, Billy Gray, tocou "Judas", a música de entrada de Jericho. Jericho aplicou um powerbomb em MJF no apron do ringue, danificando a parte inferior das costas de MJF. Wardlow caminhou em direção ao ringue, mas foi atacado por Jake Hager, atraindo dois outros árbitros para parar a briga e distraindo Aubrey Edwards, a árbitra no ringue. MJF atingiu Jericho com o taco de beisebol de Jericho e depois com um "Judas Effect". Edwards contou uma imobilização bem-sucedida para MJF porque ela não viu o pé de Jericho colocado na corda inferior, mas Paul Turner, um dos árbitros que havia saído, corrigiu seu erro e a luta foi reiniciada. Jericho rebateu o armlock "Salt of the Earth" de MJF, posteriormente colocando MJF no "Walls of Jericho" fazendo MJF se submeter e assim, vencendo a luta por submissão. Após a luta, o Inner Circle comemorou a vitória de Jericho.
Em seguida, CM Punk enfrentou Darby Allin, na primeira luta de wrestling de CM Punk desde 2014. Quando Punk acertou o "Go to Sleep" pela primeira vez, Allin caiu para o lado de fora do ringue. Mais tarde, Punk sentou-se para evitar o "Coffin Drop" de Allin , então escapou da tentativa de um "Last Supper" cradle de Allin. Allin tentou um poison rana, mas Punk contra-atacou em outro "Go to Sleep" para a vitória. Após a luta, Sting apareceu e apertou a mão de Punk, então Punk apertou a mão de Allin.
Na penúltima luta, Paul Wight enfrentou QT Marshall, que estava acompanhado por Nick Comoroto e Aaron Solow. Wight se defendeu de Comoroto e Solow, então acertou um chokeslam em Marshall, levando a uma vitória.

### Evento principal
No evento principal, Kenny Omega (acompanhado de Don Callis) defendeu o AEW World Championship contra Christian Cage. Christian lançou Omega para fora do apron do ringue através de uma mesa. Quando Christian aplicou um high-angle modified cloverleaf hold, Callis chamou os Good Brothers (Doc Gallows e Karl Anderson) para interferir, mas Christian afastou Anderson e fez Omega dar uma joelhada em Gallows. Christian executou o "Killswitch" em Omega, mas Omega conseguiu o kick out. Quando Christian tentou um "Killswitch" da corda superior, Omega acertou os olhos de Christian e executou um "One-Winged Angel" da corda superior, imobilizando Christian para vencer e reter o título.
Após a luta, Omega comemorou com o resto da Elite, incluindo os Young Bucks. Quando a Elite atacou Christian, Jurassic Express (incluindo Marko Stunt) tentou ajudar, mas foram atacados. Omega proclamou que as únicas pessoas que tinham chance de vencê-lo não estavam na AEW, estavam aposentadas ou já estavam mortas. Omega foi interrompido por Adam Cole em sua estreia não anunciada na AEW, que deu um superkick em Jungle Boy e abraçou a Elite; Cole declarou que a Elite era imparável. Enquanto Omega dava boa noite à multidão, ele foi interrompido por Bryan Danielson em sua estreia não anunciada na AEW, e sua primeira aparição na televisão desde 30 de abril de 2021, que se aliou a Christian e Jurassic Express. Isso reacendeu uma briga. Omega fugiu e a Elite perdeu a briga, culminando com um running knee de Danielson na cabeça de Nick Jackson.

## Recepção
O presidente e CEO da AEW, Tony Khan, afirmou após o evento que o All Out foi o PPV da AEW mais assistido de todos os tempos. Dave Meltzer, escrevendo para o Wrestling Observer Newsletter, afirmou que o All Out teve mais de 205.000 compras de PPV, por uma receita estimada de $10 milhões em PPV, dos quais a AEW receberia cerca de $4,01 milhões. Meltzer escreveu ainda que este foi o PPV de wrestling profissional não-WWE mais comprado de todos os tempos, superando o Spring Stampede 1999 e o Uncensored de 1999, ambos da WCW. 10.164 ingressos foram vendidos, rendendo à AEW $ 700.000.

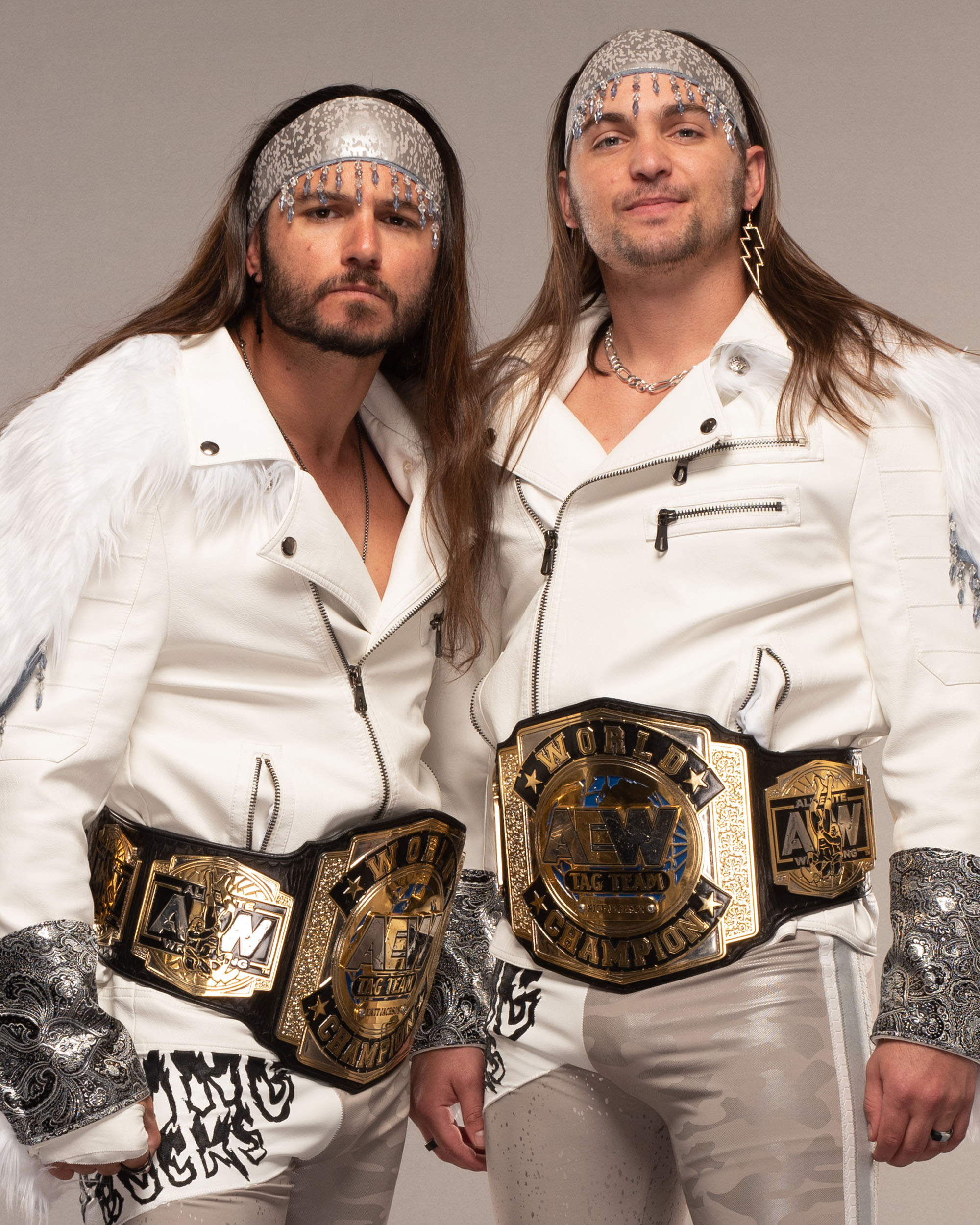
Os críticos elogiaram a defesa do título do AEW World Tag Team Championship pelos Young Bucks (Matt Jackson à esquerda e Nick Jackson à direita).

O All Out foi aclamado pela crítica, principalmente no que diz respeito à luta steel cage e às estreias surpresa dignas de notoriedade. Dave Meltzer afirmou que All Out é candidato ao melhor programa PPV baseado nos Estados Unidos da história. Embora "alguns" outros programas fossem melhores do que o All Out com base na "qualidade da luta", Meltzer sentiu que o All Out realmente se destacava em sua "atmosfera, valor de notícias, multidão, anunciando profundidade e criatividade da luta". No Wrestling Observer Radio, Meltzer e Bryan Alvarez concordaram que a luta Lucha Brothers-Young Bucks foi a melhor luta steel cage que eles já viram e uma das melhores lutas da AEW de todos os tempos. Meltzer avaliou a luta com 5,75 estrelas, Omega-Christian 4,25 estrelas, enquanto Miro-Kingston, Moxley-Kojima e Baker-Statlander receberam 4,00 estrelas.
Escrevendo para o Pro Wrestling Dot Net, Jason Powell escreveu que o All Out foi só "acertos" e nenhum "erro", um de seus "eventos pay-per-view favoritos de wrestling profissional", com uma "ótima atmosfera". O All Out superou suas expectativas, pois "a empresa entregou algumas grandes surpresas" e "Punk realmente brilhou em seu retorno", sem nenhuma ferrugem "claramente óbvia" devido ao longo tempo longe de um ringue de wrestling. Powell acrescentou que Allin se tornou "uma grande estrela por ter uma luta competitiva com Punk". O formato da luta steel cage é "livre para todos, jogado de acordo com os pontos fortes de ambas as equipes", removendo as regras tradicionais de tag team. Powell elogiou as equipes por "não exagerarem ridiculamente com spots no topo da enorme gaiola". Enquanto isso, o battle royale feminino foi descrito como "a escolha perfeita" para seguir a "excelente" luta steel cage, já que as "entradas e eliminações mantiveram os fãs engajados", enquanto a finalização do Soho-Rosa foi "forte e dramática". Por fim, a luta do pré-show foi "um bom spot-fest" que "despertou a multidão ao vivo.
Brent Brookhouse, do CBSSports.com, afirmou: "O que já prometia ser um dos maiores shows da história da AEW superou todas as expectativas razoáveis" com "algumas das melhores lutas da história da promoção" e, mais importante, "memórias duradouras" fornecidas pelo estreias de Adam Cole e Bryan Danielson. Lucha Brothers-Young Bucks foi extremamente "selvagem" e foi classificado como A+, Moxley-Kojima apresentou "ação contundente" e foi classificado como A−, Omega-Christian foi classificado como B+, "muito bom", mas a multidão cansada "claramente começou a queimar" no final, enquanto Wight-Marshall pretendia "trazer a multidão de volta para baixo ... e jogou exatamente como tal, não entregando muito de nada", sendo classificado como C+.
Justin Barasso, da Sports Illustrated, descreveu o All Out como "um excelente pay-per-view do início ao fim, com [Bryan] Danielson servindo como o ponto de exclamação perfeito para encerrar uma noite histórica no wrestling profissional". Barasso descreveu a exibição de CM Punk como "impressionante", declarando que Punk e Danielson eram estrelas que poderiam elevar a AEW "para o próximo nível em termos de comercialização, avaliações e presença internacional". Baker-Statlander continuou com sucesso a "ascensão de Baker ao estrelato", que contou com Statlander recebendo "uma tremenda surra de Baker" enquanto ela mesma tinha "ofensa suficiente". Omega-Christian foi "lutado", mas as suspeitas de "surpresas pós-luta" cercaram a luta, levando à estreia de Danielson "mudando para sempre a trajetória da AEW e de todo o wrestling profissional."
Escrevendo para o Pro Wrestling Torch, Wade Keller afirmou que as estreias de Adam Cole e Bryan Danielson foram "selvagens", "funcionaram muito bem lado a lado" e ofuscaram o resto do show. A luta na jaula foi avaliada em 4,50 estrelas, "muito criativa, emocionante e contundente o tempo todo", e não foi muito longa. Jericho-MJF foi avaliado com 3,00 estrelas, "decente a bom na maior parte do caminho, mas a multidão realmente elevou os minutos finais com as quase quedas inteligentes e o final falso". Punk-Allin foi classificado com 3,50 estrelas, o que "funcionou para o momento e para esta fase do retorno de Punk", e "a maioria dos fãs da luta gostava de ambos os lutadores". Miro-Kingston foi avaliado com 2,75 estrelas, por "dar o tom" bem sem "queimar a multidão", a "mistura de estilos se combinou bem" e a luta "foi intensa e acirrada o tempo todo".
O Pro Wrestling Dot Net entrevistou os espectadores sobre como eles avaliariam o evento, com 87% dando ao All Out uma nota 'A' e 9% dando uma nota 'B'. Para a melhor luta do evento, 68% dos telespectadores escolheram a luta steel cage, enquanto 19% escolheram Punk-Allin.

## Depois do evento
Duas lutas promovidas durante o All Out ocorreram  no episódio seguinte do Dynamite em 8 de setembro, Malakai Black derrotou Dustin Rhodes, enquanto Andrade El Idolo derrotou Pac no episódio seguinte do Rampage em 10 de setembro.
Na terceira luta promovida no All Out, Minoru Suzuki foi derrotado por Jon Moxley na cidade natal deste último, Cincinnati, Ohio, no Dynamite de 8 de setembro. Moxley e Eddie Kingston então se uniram para lutar contra Suzuki e Lance Archer no episódio Rampage: Grand Slam que foi ao ar em 24 de setembro, onde Kingston derrotou Archer. Mais tarde, no pré-show do Rampage em 15 de outubro, Suzuki perdeu para Bryan Danielson. Suzuki encerrou sua excursão americana no final de outubro de 2021.
Enquanto a The Elite fazia discursos no Dynamite de 8 de setembro, eles foram interrompidos por Bryan Danielson em sua primeira aparição no Dynamite. Quando eles o atacaram, ele foi salvo por Christian Cage, Jurassic Express e Frankie Kazarian. A primeira luta de Adam Cole na AEW o viu derrotando Kazarian no Dynamite de 15 de setembro. Depois que Danielson e Cole lançaram desafios, Danielson lutou com Kenny Omega em um empate com limite de tempo de 30 minutos em uma luta sem título no Dynamite: Grand Slam de 22 de setembro, enquanto Cole, Nick Jackson e Matt Jackson derrotaram Christian Cage, Jungle Boy e Luchasaurus no Rampage: Grand Slam em 24 de setembro, quando Cole derrotou Luchasaurus.
No dia 8 de setembro no Dynamite, CM Punk fez um discurso agradecendo Darby Allin, Sting e os fãs. Enquanto Punk discutia o que viria a seguir para ele, ele foi interrompido pelo comentarista Taz para iniciar uma rivalidade entre Punk e o grupo de Taz, que incluía Powerhouse Hobbs e Hook. Punk derrotou Hobbs por pinfall no Rampage: Grand Slam em 24 de setembro.
Ruby Soho fez sua estreia no Dynamite em 8 de setembro, sua primeira aparição na TNT ao derrotar Jamie Hayter, uma aliada de Britt Baker. Soho então derrotou Rebel, a outra aliada de Baker, em uma luta de trios no Rampage de 10 de setembro entre Soho, Kris Statlander e Riho contra Baker, Hayter e Rebel. Mais tarde, em uma luta pelo AEW Women's Championship em 22 de setembro no Dynamite: Grand Slam, Baker derrotou Soho por finalização após Hayter interferir no meio da luta.
No Dynamite de 8 de setembro, MJF afirmou que a luta no All Out entre ele e Jericho foi reiniciada devido ao preconceito extremo contra ele. MJF então insultou a filha, a mãe e a tia de Brian Pillman Jr., iniciando uma rixa entre os dois homens. MJF derrotou Pillman por submissão no Dynamite: Grand Slam de 22 de setembro.
No Dynamite de 8 de setembro, Tully Blanchard convocou uma luta entre Shawn Spears e Darby Allin, como parte da rivalidade de Blanchard com Sting. Depois que Allin derrotou Spears no Dynamite de 15 de setembro, Allin e Sting brigaram com Blanchard e FTR, resultando em Sting recebendo um piledriver e tendo sua pintura facial removida. Mais tarde, em 22 de setembro no Dynamite: Grand Slam, Allin e Sting derrotaram FTR, com Sting finalizando Harwood.
Em seguida, Miro defendeu com sucesso seu TNT Championship contra Fuego Del Sol no Rampage em 17 de setembro. Miro continuou atacando Del Sol após a luta, levando Sammy Guevara a salvar Del Sol. No episódio de 29 de setembro do Dynamite, Miro perdeu o TNT Championship para Guevara, em parte devido à interferência de Del Sol.
Como Dan Lambert estava lançando um desafio aberto em nome da American Top Team e Men of the Year (Ethan Page e Scorpio Sky) no Rampage de 15 de setembro, ele foi interrompido por Chris Jericho e Jake Hager, iniciando uma rivalidade. O Men of the Year derrotou Jericho e Hager no Rampage: Grand Slam em 24 de setembro, quando Lambert interferiu.
Em seguida, os Lucha Brothers defenderam com sucesso seu AEW World Tag Team Championships contra Butcher e Blade no Rampage que foi ao ar em 17 de setembro.
Como parte da rivalidade entre os Best Friends e o Hardy Family Office, Matt Hardy dirigiu Jack Evans para lutar contra Orange Cassidy em uma luta Hair vs Hair. Cassidy derrotou Evans no Rampage de 1º de outubro e os Best Friends rasparam o cabelo de Evans.
No episódio de 24 de novembro do Dynamite, o vídeo da Casino Battle Royale do All Out foi repetido, o que mostrou que Riho não foi realmente eliminada daquela luta; portanto, Riho foi premiada com uma luta não válida pelo título contra a campeã Britt Baker, que se Riho vencesse, resultaria em uma futura disputa pelo título. A luta, anunciada como Black Friday Deal, foi realizada mais tarde naquela noite, indo ao ar no episódio de 26 de novembro do Rampage, onde Riho derrotou Baker, garantindo a ela a futura luta pelo título. A luta aconteceu em 8 de janeiro de 2022 no AEW Battle of the Belts em Charlotte, que Baker venceu por submissão.

## Resultados
| Nº                                          | Resultados | Estipulações                                                                 | Tempo |
| ------------------------------------------- | --- | ---------------------------------------------------------------------------- | ----- |
| Pré- show                                   | Best Friends (Orange Cassidy, Chuck Taylor, e Wheeler Yuta) e Jurassic Express (Jungle Boy e Luchasaurus) (com Marko Stunt) derrotaram Hardy Family Office (Matt Hardy, Private Party (Isiah Kassidy e Marq Quen), e The Hybrid 2 (Angélico e Jack Evans) (com The Blade) por submissão | Luta de quintetos                                                            | 10:25 |
| 1                                           | Miro (c) derrotou Eddie Kingston | Luta individual pelo AEW TNT Championship                                    | 14:25 |
| 2                                           | Jon Moxley derrotou Satoshi Kojima | Luta individual                                                              | 13:10 |
| 3                                           | Dr. Britt Baker, D.M.D. (c) (com Jamie Hayter e Rebel) derrotou Kris Statlander (com Orange Cassidy) por submissão | Luta individual pelo AEW Women's World Championship                          | 12:25 |
| 4                                           | Lucha Brothers (Penta El Zero Miedo e Rey Fénix) (com Alex Abrahantes) derrotaram The Young Bucks (Matt Jackson e Nick Jackson) (c) (com Brandon Cutler) | Luta Steel Cage pelo AEW World Tag Team Championship                         | 23:05 |
| 5                                           | Ruby Soho venceu eliminando por último Thunder Rosa | Casino Battle Royale por uma luta futura pelo AEW Women's World Championship | 22:00 |
| 6                                           | Chris Jericho derrotou MJF por submissão | Luta individual Se Jericho perdesse, ele teria que encerrar sua carreira.    | 22:15 |
| 7                                           | CM Punk derrotou Darby Allin | Luta individual                                                              | 17:40 |
| 8                                           | Paul Wight derrotou Q. T. Marshall (com The Factory (Aaron Solo e Nick Comoroto)) | Luta individual                                                              | 4:10  |
| 9                                           | Kenny Omega (c) (com Don Callis) derrotou Christian Cage | Luta individual pelo AEW World Championship                                  | 22:20 |
| (c) – Refere-se aos campeões antes da luta. | |                                                                              |       |

### AEW World Tag Team Championship Eliminator Tournament
|  | Semifinais Rampage: The First Dance (20 de agosto de 2021) Dynamite (25 de agosto de 2021) | Semifinais Rampage: The First Dance (20 de agosto de 2021) Dynamite (25 de agosto de 2021) | Semifinais Rampage: The First Dance (20 de agosto de 2021) Dynamite (25 de agosto de 2021) |                                                  |                                             | Final Rampage (27 de agosto de 2021)        | Final Rampage (27 de agosto de 2021) | Final Rampage (27 de agosto de 2021) |  |
|  |                                                                                            |                                                                                            |                                                                                            |                                                  |                                             |                                             |                                      |                                      |  |
|  | Private Party (Isiah Kassidy e Marq Quen)                                                  | Private Party (Isiah Kassidy e Marq Quen)                                                  | 10:05                                                                                      |                                                  |                                             |                                             |                                      |                                      |  |
|  | Private Party (Isiah Kassidy e Marq Quen)                                                  | Private Party (Isiah Kassidy e Marq Quen)                                                  | 10:05                                                                                      |                                                  |                                             |                                             |                                      |                                      |  |
|  | Jurassic Express (Jungle Boy e Luchasaurus)                                                | Jurassic Express (Jungle Boy e Luchasaurus)                                                | Pin                                                                                        |                                                  |                                             |                                             |                                      |                                      |  |
|  | Jurassic Express (Jungle Boy e Luchasaurus)                                                | Jurassic Express (Jungle Boy e Luchasaurus)                                                | Pin                                                                                        |                                                  | Jurassic Express (Jungle Boy e Luchasaurus) | Jurassic Express (Jungle Boy e Luchasaurus) | 12:47                                |                                      |  |
|  |                                                                                            |                                                                                            |                                                                                            |                                                  | Jurassic Express (Jungle Boy e Luchasaurus) | Jurassic Express (Jungle Boy e Luchasaurus) | 12:47                                |                                      |  |
|  |                                                                                            |                                                                                            | Lucha Brothers (Penta El Zero Miedo e Rey Fenix)                                           | Lucha Brothers (Penta El Zero Miedo e Rey Fenix) | Pin                                         |                                             |                                      |                                      |  |
|  | Varsity Blonds (Brian Pillman Jr. e Griff Garrison)                                        | Varsity Blonds (Brian Pillman Jr. e Griff Garrison)                                        | Lucha Brothers (Penta El Zero Miedo e Rey Fenix)                                           | Lucha Brothers (Penta El Zero Miedo e Rey Fenix) | Pin                                         | 8:58                                        |                                      |                                      |  |
|  | Varsity Blonds (Brian Pillman Jr. e Griff Garrison)                                        | Varsity Blonds (Brian Pillman Jr. e Griff Garrison)                                        |                                                                                            |                                                  |                                             |                                             |                                      |                                      |  |
|  | Lucha Brothers (Penta El Zero Miedo e Rey Fenix)                                           | Lucha Brothers (Penta El Zero Miedo e Rey Fenix)                                           | Pin                                                                                        |                                                  |                                             |                                             |                                      |                                      |  |

### Casino Battle Royale entradas e eliminações
| Naipe   | Participante  | Ordem | Eliminada por | Eliminações | Referência |
| ------- | ------------- | ----- | ------------- | ----------- | ---------- |
| Paus    | Hikaru Shida  | 6     | Nyla Rose     | 1           | [ 75 ]     |
| Paus    | Skye Blue     | 1     | Abadon        | 0           | [ 75 ]     |
| Paus    | Emi Sakura    | 3     | Hikaru Shida  | 0           | [ 75 ]     |
| Paus    | The Bunny     | 11    | Anna Jay      | 1           | [ 75 ]     |
| Paus    | Abadon        | 2     | The Bunny     | 1           | [ 75 ]     |
| Ouros   | Anna Jay      | 12    | Penelope Ford | 1           | [ 75 ]     |
| Ouros   | Kiera Hogan   | 4     | Nyla Rose     | 0           | [ 75 ]     |
| Ouros   | KiLynn King   | 5     | Nyla Rose     | 0           | [ 75 ]     |
| Ouros   | Diamante      | 8     | Big Swole     | 0           | [ 75 ]     |
| Ouros   | Nyla Rose     | 19    | Thunder Rosa  | 5           | [ 75 ]     |
| Copas   | Thunder Rosa  | 20    | Ruby Soho     | 1           | [ 75 ]     |
| Copas   | Penelope Ford | 17    | Tay Conti     | 1           | [ 75 ]     |
| Copas   | Riho          | 7     | Jamie Hayter  | 0           | [ 76 ]     |
| Copas   | Jamie Hayter  | 14    | Jade Cargill  | 1*          | [ 76 ]     |
| Copas   | Big Swole     | 9     | Jamie Hayter  | 1           | [ 75 ]     |
| Espadas | Tay Conti     | 18    | Nyla Rose     | 1           | [ 75 ]     |
| Espadas | Red Velvet    | 15    | Jade Cargill  | 1           | [ 75 ]     |
| Espadas | Leyla Hirsch  | 13    | Jade Cargill  | 0           | [ 75 ]     |
| Espadas | Jade Cargill  | 16    | Nyla Rose     | 3           | [ 75 ]     |
| Espadas | Rebel         | 10    | Red Velvet    | 0           | [ 75 ]     |
| Coringa | Ruby Soho     | -     | Vencedora     | 1           | [ 75 ]     |

* Embora Riho tenha sido considerada eliminada da Battle Royale no All Out por Jamie Hayter na época do evento, evidências em vídeo foram mostradas durante o Dynamite de 24 de novembro de 2021 de que Riho não foi eliminada adequadamente.